# Anabarilius qionghaiensis
 Anabarilius qionghaiensis és una espècie de peix cipriniforme de la família dels ciprínids que es troba al sud-oest de la Xina.